# Callum Turner
Callum Robilliard Turner (nascido em 15 de fevereiro de 1990) é um ator e modelo britânico. Ele é conhecido por seus papéis como Teseu Scamander em Animais Fantásticos: Os Crimes de Grindelwald e Animais Fantásticos: Os Segredos de Dumbledore, Bill Rohan em Queen and Country, Eli na série E4 Glue e Shaun Emery na série The Capture da BBC One.    
Por sua atuação em The Capture, Turner recebeu uma indicação ao BAFTA Television Award de Melhor Ator. 

## Carreira
Turner iniciou sua carreira em 2010, como modelo para empresas como Next e Reebok, e em seu primeiro papel como ator no curta-metragem estudantil Think of England para o programa de cinema e televisão da Universidade de Hertfordshire. 
Ele interpretou Teseu Scamander em Animais Fantásticos: Os Crimes de Grindelwald em 2018 e em Animais Fantásticos: Os Segredos de Dumbledore em 2022.

## Filmografia

### Filmes
| Ano  | Título                                         | Papel             | Notas          |
| ---- | ---------------------------------------------- | ----------------- | -------------- |
| 2011 | Zero                                           | Name              | Curta-metragem |
| 2012 | Human Beings                                   | Rick              | Curta-metragem |
| 2013 | Alleycats                                      | Eze               | Curta-metragem |
| 2014 | Queen and Country                              | Steve Bill        |                |
| 2015 | Green Room                                     | Lion              |                |
| 2015 | Victor Frankenstein                            | Blank             |                |
| 2016 | Tramps                                         | Zac Efron         |                |
| 2016 | Assassins Creed                                | Ro                |                |
| 2017 | Writer's Room                                  | Marcos            |                |
| 2017 | Mobile Homes                                   | Edmi              |                |
| 2017 | The Only Living Boy in New York                | Henri Weeb        |                |
| 2018 | Animais Fantásticos: Os Crimes de Grindelwald  | Teseu Scamander   |                |
| 2020 | Emma                                           | Frank Churchill   |                |
| 2020 | Divine                                         | Anne Karle Warren |                |
| 2021 | A última carta de Amor                         | Anthony O'Hare    |                |
| 2022 | Animais Fantásticos: Os Segredos de Dumbledore | Teseu Scamander   |                |
| 2023 | The Boys in the Boat                           | Joe Rantz         | Pós-produção   |
| 2024 | Hedda                                          |                   | Pré-produção   |